# Beta Aquilae
Désignations
Beta Aquilae (β Aquilae, β Aql), également nommée Alshain, est une étoile de la constellation de l'Aigle. Bien que nommée β Aquilae par Johann Bayer, Alshain n'est pas la 2e étoile la plus brillante de la constellation, mais la 7e, avec une magnitude apparente de 3,71. Elle est située à environ 45 années-lumière de la Terre.

## Nomenclature et histoire

### Du ciel des Arabes à l'UAI
Alshain est le nom aujourd’hui approuvé pour β Aql par l’Union astronomique internationale (UAI). On trouve, dans le ciel arabe traditionnel, c'est-à-dire le ciel déjà formé avant l'adoption du formatage grec par les astronomes arabes du IXe siècle, الميزان al-Mīzān, « le Balance », pour désigner le groupe αβγ Aql à cause de la symétrie de β et γ par rapport à la plus brillante, soit α Aql, ce qui fut traduit en persan par ترازو Tarāzū, de même signification. Dans ses Commentaires à la traduction du یجِ سلطانی Zīğ-i Sulṭānī ou « Tables sultaniennes » d’Uluġ Bēg (1437), Thomas Hyde (1665) cite un passage d’un traité sur l’astrolabe du Persans Nasīr al-Dīn al-Ṭūsī (XIIIe s.) où est utilisé شاهن ترازو, qu’il transcrit ‘Shâhin Tarâzed’, qui est littéralement « l’Aiguille de la Balance », mais en cohérence avec l’image du rapace, traduit par Falco praedens, sachant qu’en arabe  الشاهن al-šāhīn est aussi « le faucon », mot par ailleurs lui aussi emprunté à la langue perse,. On doit ensuite à Giuseppe Piazzi le fait de séparer les deux noms (1814) : il donne ainsi Tarazed pour γ Aql et, en ajoutant l’article arabe Al-, Alshain pour le premier , terme noté par Richard Allen (1899) ,.

### En Chine
En astronomie chinoise, elle compose avec Alpha et Gamma Aquilae l'astérisme Hegu, représentant un tambour.

## Caractéristiques physiques
Alshain est une étoile sous-géante jaune de type spectral G8IV, ce qui indique qu'elle arrêté la fusion de son hydrogène et sur le point de devenir une étoile géante. Elle ressemble en quelque sorte à ce que pourrait être le Soleil plus en avant dans son existence : sa température de surface est de 5 300 K, mais est six fois plus lumineuse que notre astre du jour et trois fois plus large.
Alshain est également légèrement variable, son amplitude de variation est d'à peine 5 % de magnitude. Elle évolue entre les magnitudes 3,68 et 3,74.

## Environnement stellaire
Alshain est située à ∼ 44,7 a.l. (∼ 13,7 pc) de la Terre, ce qui la place vers la 100e
position dans la liste des étoiles les plus proches.
Alshain est une étoile binaire. Son compagnon, de magnitude apparente 11,4, est une étoile naine rouge de type spectral M3V. En date de 2015, elle était localisée à un distance angulaire de 13,4 secondes d'arc et à un angle de position de 0° de l'étoile primaire. Connaissant la distance du système, cela correspond à une séparation projetée de 175 ua.